# سیارک ۹۲۶۱
سیارک ۹۲۶۱ (به انگلیسی: 9261 Peggythomson، نامگذاری:1953TD1) نه هزار و دویست و شصت و یکمین سیارک کشف شده‌است که در ۸ اکتبر ۱۹۵۳ کشف شد.
قدر مطلق سیارک برابر ۲۰.۴ است.